# Noongar
 (octobre 2016).
Si vous disposez d'ouvrages ou d'articles de référence ou si vous connaissez des sites web de qualité traitant du thème abordé ici, merci de compléter l'article en donnant les références utiles à sa vérifiabilité et en les liant à la section « Notes et références ».
Les Noongar — également écrit Nyungar ou Nyoongar — sont un peuple aborigène australien qui vit dans la région sud-ouest de l'Australie-Occidentale entre Geraldton sur la côte ouest et Esperance sur la côte sud. Leur territoire tribal s'étend de la baie Jurien dans le nord jusqu'à la côte sud et à l'ouest jusqu'à Ravensthorpe (en)  et Southern Cross. 
Le nyungar est leur langue commune. Dans le sud, l'orthographe « Noongar » est préférée, reflétant leur accent. En 2016, 477 personnes déclarent parler le nyungar à la maison.
Le 19 septembre 2006, les Noongar obtenaient du tribunal fédéral la reconnaissance de leur présence continue à Perth jusqu'à la colonisation. Une première pour une capitale d'État. Cette décision est importante pour ce peuple dont les coutumes sont prises en compte pour la première fois depuis la présence britannique. Elle ne concerne que de petites zones de la ville. En attendant d'obtenir un titre de propriété, les Aborigènes doivent être consultés pour de nouvelles infrastructures. Mais ils ne sont pas prioritaires quand les non-Aborigènes ont des droits et responsabilités dans ces zones (routes, parcs, etc.).
Parmi les Noongar célèbres, citons Yagan (1795-1833), résistant à l'invasion britannique, et Kim Scott (1957-), écrivain contemporain.
Kayang and Me (2005,  (ISBN 1920731172)), ouvrage des Noongar Kim Scott et Hazel Brown, est une histoire du peuple noongar.

## Histoire
Avant l'arrivée des Européens, le nombre de Noongars était estimé entre 6 000 et quelques dizaines de milliers d'individus. La colonisation anglaise fut la cause d'un déclin en raison de violences, mais aussi de nouvelles maladies, creusant une brèche sévère dans la population. Le recensement de 2001 a montré que 21 000 personnes du sud-ouest de l'Australie-Occidentale s'identifiaient en tant qu'indigènes, alors qu'en 2004, la communauté revendiquait un nombre de 28 000 personnes. Aujourd'hui, la plupart des Noongars habitent autour de la métropole de Perth.